# Nick’s Film – Lightning Over Water
Nick’s Film – Lightning Over Water ist ein halb-dokumentarischer Spielfilm über den an Krebs erkrankten amerikanischen Regisseur Nicholas Ray aus dem Jahr 1980. Der Film begleitet den Regisseur in den letzten Wochen seines Lebens und gilt als Rays erster Dokumentarfilm. Regie führte Ray zusammen mit Wim Wenders.

## Inhalt
Der Film begleitet den an unheilbarem Krebs erkrankten Regisseur Nicholas Ray. Bekanntheit erlangte Ray in den 1950ern mit dem Film … denn sie wissen nicht, was sie tun. Der deutsche Regisseur Wim Wenders besuchte den schwerkranken Ray in New York City und hielt dessen Sterbeprozess mit der Kamera fest. Der Film ist eine Zusammensetzung aus Dokumentarelementen und Spielfilmszenen. In dem Dokumentarfilm sieht man etwa, wie Nicholas Ray, von der schweren Krankheit gezeichnet, einen Vortrag am Vassar College hält, nach einer dortigen Vorführung seines schwarzweißen Western-Films The Lusty Men (auf Deutsch: Arena der Cowboys) von 1952. Darüber hinaus sieht man Wim Wenders und Nicholas Ray beim Backgammon-Spielen. Zudem zeigt der Dokumentarfilm, nachdem sich sein Gesundheitszustand verschlechtert hatte, Ray in einem Krankenbett eines Krankenhauses. Der Film endet nach Rays Tod.

## Hintergrund
Die beiden Regisseure Wenders und Ray hatten sich bei den Dreharbeiten von Wenders Film Der amerikanische Freund von 1977 kennengelernt, als Ray die Rolle des Malers Derwatt spielte. Wenders sagte zu der Entstehung des Films: „Nick hat mir von seiner Krebserkrankung erzählt. Er wußte, daß er unheilbar krank war. Er wollte arbeitend sterben. Unser gemeinsamer Film war ein Versuch, dem Krebs etwas entgegen zu setzen, eine Sterbebegleitung, bei der auch ein Film entstanden ist. Aber wir alle, die diese letzte Reise mit Nick gemeinsam gemacht haben, hätten dies auch ohne Film in der Kamera getan.“
Der Film entstand in nur wenigen Wochen, parallel während der sich hinziehenden Dreharbeiten von Wenders an dem Kriminalfilm Hammett. Bei der Umsetzung setzte Wenders zum ersten Mal auch VHS ein. Wenders wollte mit den wackligen VHS-Bildern die Wahrheit betonen, im Gegensatz zu den gut ausgeleuchteten 35-mm-Film-Aufnahmen, die auch Teil des Films sind.

## Rezeption
Das Lexikon des internationalen Films urteilte: „Realität und Fiktion, Reportage und Spielhandlung durchdringen sich in ständigem Wechsel und werden kritisch miteinander konfrontiert: So entstand ein äußerst vielschichtiges, sehr intimes Filmessay, das nicht nur die Auseinandersetzung der beiden Regisseure mit dem Problem des nahenden Todes dokumentiert, sondern auch die Bedingungen des Filmemachens und seine ethischen Implikationen reflektiert. Eine Hommage an das Kino und eine Erforschung seiner Grenzen, jenseits von Voyeurismus und Sentimentalität.“

## Auszeichnungen
Chicago International Film Festival
- Nominiert: Beste Dokumentation (Gold Hugo)[3]

Deutscher Filmpreis
- Gewonnen: Bester Spielfilm (Silber)[4]

Filmfestival Cannes
- außer Konkurrenz[5]